# Dwerglis
De dwerglis (Iris pumila) is een plant uit de lissenfamilie (Iridaceae). De botanische naam van de soort werd gepubliceerd in 1753 door Carl Linnaeus in Species plantarum.

## Kenmerken
De dwerglis bereikt een hoogte tussen de 10 en 15 cm. De bloemen hebben een diameter van 5 à 7 cm en kunnen qua kleur variëren van roodachtig paars tot paarsblauw, geel, blauw en soms zelfs wit. De bladeren zijn 10 tot 15 cm lang en 1 à 1,5 cm breed. De soort bloeit tussen april en mei.

## Verspreiding
De dwerglis komt voor in het oostelijke deel van Centraal-Europa en Zuid-Europa, Moldavië, de Krim, delen van Europees Rusland, Grote Kaukasus, Zuidelijke Oeral, delen van Kazachstan en het zuiden van West-Siberië. Ook aanwezig in de Kaukasus. De soort prefereert stenige tot zandige, kalkrijke bodems.
... · 
I. ensata (Japanse iris) · 
I. germanica (Blauwe lis) · 
I. latifolia · 
I. lutescens · 
I. pseudacorus (Gele lis) · 
I. pumila · 
I. reticulata · 
...